# Hesham Salhe
Hesham Salhe  (Gáza, 1987. november 8. –) palesztin labdarúgó, a Hilal Al-Quds középpályása.

## Pályafutása

### A válogatottban
2013-ban mutatkozott be a palesztin válogatottban. Részt vett a 2015-ös Ázsia-kupán. 2015-ig 17 nemzetközi mérkőzésen játszott, és 1 gólt szerzett.